# Intersexualidad en China
Los derechos de las personas intersexuales en China, incluida la República Popular China, la Región Administrativa Especial de Hong Kong, etc., son protecciones y derechos que se otorgan a las personas intersexuales a través de la legislación y la reglamentación. También surgen obligaciones en los estados miembros de las Naciones Unidas que firman tratados internacionales de derechos humanos, como la República Popular China. Las personas intersexuales en China sufren discriminación y sus problemas incluyen tanto la falta de acceso a la atención médica como las cirugías genitales coercitivas.

## Historia
En febrero de 2018, activistas intersexuales asiáticos publicaron la Declaración de Intersex Asia y el Foro Intersexual Asiático, en la que se establecen demandas locales.

## Integridad física y autonomía corporal
La activista hongkongesa Small Luk describe la sociedad tradicional china como patriarcal, que promueve la asignación de sexo de los niños intersexuales como varones siempre que sea posible. Afirma que la política de hijo único en China continental condujo al abandono, la negligencia y la muerte de muchos bebés intersexuales.
Tanto Luk como la activista taiwanesa Hiker Chiu han revelado historias personales que involucran intervenciones médicas no deseadas. Chiu dice que las prácticas de "normalización" quirúrgica comenzaron en Taiwán en 1953. Las intervenciones médicas intersexuales se fomentan lo antes posible tanto en Hong Kong como en la República Popular. Una revisión clínica de 2014 de 22 bebés con hiperplasia suprarrenal congénita en Hong Kong, por ejemplo, muestra que todos los bebés del estudio fueron sometidos a clitoridectomías. También mostró una preferencia por las cirugías tempranas cuando los bebés tienen entre 1 y 2 años, y una evaluación del éxito quirúrgico centrada en la apariencia genital y la necesidad de más cirugías estéticas.
El costo de las intervenciones médicas en la República Popular China hace que el tratamiento médico sea inaccesible, lo que da como resultado menos intervenciones coercitivas pero exacerba los problemas de salud de algunas personas, así como los problemas de abandono y violencia.
En una presentación al Comité de las Naciones Unidas contra la Tortura en 2015, Beyond the Boundary - Knowing and Concerns Intersex planteó preocupaciones sobre la falta de autodeterminación en Hong Kong y China, las intervenciones médicas forzadas en Hong Kong, la falta de asistencia gubernamental y derechos matrimoniales, y los problemas con la violencia y la discriminación. En respuesta a las presentaciones para Hong Kong, el Comité de las Naciones Unidas publicó recomendaciones en las que pedía que se pospusieran las "intervenciones médicas no urgentes e irreversibles" hasta que los niños tuvieran la edad suficiente para dar su consentimiento pleno, libre e informado. El comité pidió una investigación sobre las prácticas forzadas, involuntarias y coercitivas en la República Popular, junto con medidas para proteger la autonomía y la "integridad física y personal de las personas LGBTI".

## Protección contra la discriminación
En 2015 y 2016, los informes de prensa han proporcionado ejemplos de abandono, negligencia e incluso intentos de asesinato. El South China Morning Post informó sobre el abandono de un bebé intersexual en una zona de la provincia de Shandong a mediados de 2015, seguido de acusaciones de intentos de asesinato de un bebé intersexual por considerarlo un "monstruo", en la provincia de Henan, a mediados de 2016.
En 2017, la Comisión de Igualdad de Oportunidades de Hong Kong, junto con el Centro de Investigación de Género del Instituto de Estudios de Asia y el Pacífico de Hong Kong de la Universidad China de Hong Kong, pidió al gobierno de Hong Kong que introdujera una legislación que ofreciera protección contra la discriminación por motivos de orientación sexual, identidad de género y condición intersexual.

## Recursos y reclamaciones de indemnización
El Comité de las Naciones Unidas contra la Tortura ha solicitado una indemnización por intervenciones médicas involuntarias e innecesarias desde el punto de vista médico, tanto en la República Popular China como en Hong Kong.

## Documentos de identificación
Small Luk ha hecho campaña por la autodeterminación de la identidad de género y también por el reconocimiento del tercer género en Hong Kong.

## Defensa de los derechos en la región de la Gran China
Las primeras personas que revelaron públicamente su intersexualidad fueron Hiker Chiu de Oii-Chinese, con sede en Taiwán y fundada en 2008, y Small Luk de Beyond the Boundary - Knowing and Concerns Intersex, Hong Kong, fundada en 2011.
Chiu inició una campaña de "abrazos gratis con personas intersexuales" en la marcha del orgullo LGBT de Taipei en 2010. Oii-Chinese también da conferencias y presiona al gobierno. Los objetivos de Beyond the Boundary - Knowing and Concerns Intersex son crear conciencia pública sobre las personas intersexuales y promover los derechos de las personas intersexuales, incluido el fin de la cirugía de normalización genital forzada y las terapias de conversión. Luk insta al gobierno de Hong Kong a educar al público sobre las condiciones intersexuales, ampliar las leyes contra la discriminación para cubrir a las personas intersexuales y dejar de imponer cirugías a los niños intersexuales sin consultarles.